# Eleições estaduais no Tocantins em 2006
As eleições estaduais no Tocantins em 2006 ocorreram em 1º de outubro, como parte das eleições daquele ano em 26 estados e no Distrito Federal. Foram eleitos o governador Marcelo Miranda, o vice-governador Paulo Sidney, a senadora Kátia Abreu, oito deputados federais e vinte e quatro deputados estaduais.
Quatro anos após chegar ao Palácio Araguaia com o apoio de Siqueira Campos, o governador Marcelo Miranda assegurou sua permanência no cargo ao romper com seu antigo aliado. Curiosamente, o governador reeleito do Tocantins foi membro do PMDB e nele elegeu-se deputado estadual em 1990 e 1994, quando Siqueira Campos combatia o seu partido. Filho do também político Brito Miranda, o agropecuarista Marcelo Miranda nasceu em Goiânia e radicou-se em Araguaína durante a infância, quando a cidade ainda pertencia ao antigo norte goiano. A história da aliança entre Campos e Miranda começou em 1998 quando o último foi reeleito deputado estadual pelo PFL e depois chegou à presidência da Assembleia Legislativa do Tocantins na última escala antes de conquistar o governo em 2002. A reeleição do governador foi também a primeira vitória do PMDB ao governo desde Moisés Avelino em 1990.
Para vice-governador foi eleito o arquiteto e urbanista Paulo Sidney. Formado na Pontifícia Universidade Católica de Goiás, ele nasceu em Inhumas (GO), cidade onde foi Secretário de Planejamento, Secretário de Viação e Obras e vice-presidente do PMDB. Coordenador de Desenvolvimento Regional da Secretaria de Planejamento e superintendente do Instituto de Desenvolvimento Urbano em Goiânia, saiu deste cargo para assumir a interventoria na prefeitura de Araguaína. Criado o Tocantins, foi eleito deputado federal em 1988 e vice-governador na chapa de Moisés Avelino em 1990. Vencido na eleição para senador em 1994, foi eleito prefeito de Araguaína em 1996. Após deixar sua antiga legenda ingressou no PPS.
Na eleição para senador a vitória foi da psicóloga, Kátia Abreu. Nascida em Goiânia e graduada pela Pontifícia Universidade Católica de Goiás, tornou-se agropecuarista após a morte do marido. Em 1994 foi eleita presidente do Sindicato Rural de Gurupi e em 1996 assumiu o comando da Federação da Agricultura e Pecuária do Estado do Tocantins. Após militar no extinto PPB, mudou para o PFL elegendo-se deputada federal em 2002 e agora conseguiu uma cadeira no Senado Federal ao derrotar Eduardo Siqueira Campos.

## Resultado da eleição para governador
Segundo o Tribunal Regional Eleitoral do Tocantins, houve 661.947 votos nominais, assim distribuídos:
| Candidatos a governador do estado | Candidatos a vice-governador | Número | Coligação                                                   | Votação | Percentual |
| --------------------------------- | ---------------------------- | ------ | ----------------------------------------------------------- | ------- | ---------- |
| Marcelo Miranda PMDB              | Paulo Sidney PPS             | 15     | Aliança da Vitória (PMDB, PPS, PFL)                         | 340.824 | 51,49%     |
| Siqueira Campos PSDB              | Ronaldo Dimas PSDB           | 45     | União do Tocantins (PSDB, PP, PTB, PSC, PL, PSB, PV, PTdoB) | 310.068 | 46,84%     |
| Leomar Quintanilha PCdoB          | Zaíra Miranda PT             | 65     | Mudança pra Valer (PCdoB, PT)                               | 9.206   | 1,39%      |
| Elísio Gonçalves PSOL             | Silvalino Araújo PSOL        | 50     | PSOL (sem coligação)                                        | 1.622   | 0,25%      |
| Célio de Azevedo PSDC             | Ângela Araújo PSDC           | 27     | PSDC (sem coligação)                                        | 227     | 0,03%      |

## Cassação dos eleitos
Inconformada com o resultado do pleito, a coligação que apoiou Siqueira Campos ingressou na Justiça Eleitoral com uma ação de impugnação de mandato eletivo por abuso de poder econômico e político em desfavor de Marcelo Miranda e Paulo Sidney, cassados pelo Tribunal Superior Eleitoral em 26 de setembro de 2009. Tal desfecho, porém, frustrou os autores da ação, pois como a eleição foi decidida em primeiro turno, o Judiciário entendeu que, ao invés de empossar o segundo colocado, o novo governador seria eleito via Assembleia Legislativa do Tocantins que escolheu Carlos Henrique Gaguim, eleito no dia 8 de outubro junto com o vice-governador Eduardo Machado. Como o novo governador pertencia ao grupo político de Marcelo Miranda, os "siqueiristas" permaneceram na oposição.

## Resultado da eleição para senador
Segundo o Tribunal Regional Eleitoral do Tocantins, houve 636.604 votos nominais, assim distribuídos:. As candidaturas completas podem ser consultadas também pelo site Poder360.
| Candidatos a senador da República | Candidatos a suplente de senador          | Número | Coligação                                                   | Votação | Percentual |
| --------------------------------- | ----------------------------------------- | ------ | ----------------------------------------------------------- | ------- | ---------- |
| Kátia Abreu PFL                   | Marco Antônio Costa PFL Paulo Leniman PFL | 255    | Aliança da Vitória (PMDB, PPS, PFL)                         | 325.051 | 51,08%     |
| Eduardo Siqueira Campos PSDB      | Igue do Vale PSDB Homero Barreto PTB      | 456    | União do Tocantins (PSDB, PP, PTB, PSC, PL, PSB, PV, PTdoB) | 280.999 | 44,16%     |
| Célio Moura PT                    | Osvaldo Mota PCdoB                        | 131    | Mudança pra Valer (PCdoB, PT)                               | 28.043  | 4,41%      |
| Cláudio Dallabrida PSOL           | Débora Gutierrez PSOL                     | 500    | PSOL (sem coligação)                                        | 1.637   | 0,26%      |
| Weder Santos PSDC                 | Antônio Amorim PSDC                       | 270    | PSDC (sem coligação)                                        | 574     | 0,09%      |

## Deputados federais eleitos
São relacionados os candidatos eleitos com informações complementares da Câmara dos Deputados.

Representação eleita
  PFL: 3
  PMDB: 2
  PSDB: 2
  PPB: 1

| Número | Deputados federais eleitos | Partido | Votação | Percentual | Cidade onde nasceu | Unidade federativa |
| 1510   | Moisés Avelino             | PMDB    | 43.150  | 6,25%      | Santa Filomena     | Piauí              |
| 1515   | Osvaldo Reis               | PMDB    | 40.752  | 5,91%      | Floriano           | Piauí              |
| 1145   | Lázaro Botelho             | PP      | 36.540  | 5,30%      | Loreto             | Maranhão           |
| 4555   | Eduardo Gomes              | PSDB    | 33.664  | 4,88%      | Estância           | Sergipe            |
| 4522   | Vicentinho Alves           | PSDB    | 32.793  | 4,75%      | Porto Nacional     | Tocantins          |
| 2580   | João Oliveira              | PFL     | 32.704  | 4,74%      | Loreto             | Maranhão           |
| 2515   | Nilmar Ruiz                | PFL     | 32.056  | 4,65%      | Rio de Janeiro     | Rio de Janeiro     |
| 2555   | Laurez Moreira             | PFL     | 28.626  | 4,15%      | Dueré              | Tocantins          |

## Deputados estaduais eleitos
Estavam em jogo 24 cadeiras na Assembleia Legislativa do Tocantins.

Representação eleita
  PMDB: 6
  PFL: 4
  PL: 3
  PT: 2
  PSDB: 2
  PP: 2
  PPS: 1
  PDT: 1
  PV: 1
  PTB: 1
  PSC: 1

Fonteː
| Número | Deputados estaduais eleitos | Partido | Votação | Percentual | Cidade onde nasceu      | Unidade federativa |
| 15123  | Josi Nunes                  | PMDB    | 21.444  | 3,12%      | Porto Nacional          | Tocantins          |
| 25678  | Valuar Barros               | PFL     | 20.414  | 2,97%      | São Félix de Balsas     | Maranhão           |
| 22022  | Luana Ribeiro               | PL      | 17.961  | 2,61%      | Goiânia                 | Goiás              |
| 25225  | César Halum                 | PFL     | 17.204  | 2,50%      | Anápolis                | Goiás              |
| 23222  | Eduardo do Dertins          | PPS     | 16.071  | 2,34%      | Cravinhos               | São Paulo          |
| 25400  | Ângelo Agnolin              | PFL     | 14.219  | 2,07%      | Palmeira das Missões    | Rio Grande do Sul  |
| 22333  | Amélio Cayres               | PL      | 14.118  | 2,05%      | Érico Cardoso           | Bahia              |
| 15700  | Júnior Coimbra              | PMDB    | 13.694  | 1,99%      | Filadélfia              | Tocantins          |
| 15222  | Sandoval Cardoso            | PMDB    | 12.640  | 1,84%      | Goiânia                 | Goiás              |
| 22111  | Fabion Gomes                | PL      | 12.341  | 1,80%      | Tocantinópolis          | Tocantins          |
| 12120  | Fábio Martins               | PDT     | 12.251  | 1,78%      | General Salgado         | São Paulo          |
| 15000  | Eli Borges                  | PMDB    | 11.911  | 1,73%      | Ipameri                 | Goiás              |
| 43123  | Marcelo Lelis               | PV      | 11.857  | 1,73%      | Inhumas                 | Goiás              |
| 13300  | Solange Duailibe            | PT      | 11.834  | 1,72%      | São Miguel do Tocantins | Tocantins          |
| 45115  | Raimundo Moreira            | PSDB    | 11.759  | 1,71%      | Nazaré                  | Tocantins          |
| 15333  | Carlos Gaguim               | PMDB    | 11.607  | 1,69%      | Ceres                   | Goiás              |
| 45555  | Stalin Bucar                | PSDB    | 11.179  | 1,63%      | Tocantínia              | Tocantins          |
| 15153  | Iderval Silva               | PMDB    | 11.133  | 1,62%      | Anápolis                | Goiás              |
| 14000  | José Geraldo                | PTB     | 10.710  | 1,56%      | Tiros                   | Minas Gerais       |
| 11000  | Cacildo Vasconcelos         | PP      | 10.303  | 1,49%      | Ipameri                 | Goiás              |
| 11610  | Raimundo Palito             | PP      | 7.757   | 1,13%      | Exu                     | Pernambuco         |
| 20222  | José Viana                  | PSC     | 7.457   | 1,09%      | Paranã                  | Tocantins          |
| 13400  | Manoel Queiroz              | PT      | 6.985   | 1,02%      | Praia Norte             | Tocantins          |
| 25123  | Paulo Roberto               | PFL     | 6.931   | 1,01%      | Goiânia                 | Goiás              |